# Чемпіонат світу з футболу 1994 (кваліфікаційний раунд, плей-оф КОНМЕБОЛ — ОФК)
Формат відбору на чемпіонат світу з футболу 1994 передбачав, що одне з місць у фінальній частині турніру отримає команда-переможець другого раунду міжконтинентального плей-оф, учасниками якого був представник південноамериканської КОНМЕБОЛ (команда, що посіла друге місце у Групі 1 відбору), а також переможець першого раунду міжконтинентального плей-оф. У свою чергу у першому раунді брали участь переможець відбіркового турніру зони ОФК і команда, що посіла друге місце у відборі в зоні КОНКАКАФ. Там перемогу здобув представник океанської ОФК, тож другий раунд плей-оф проходив у форматі протистояння представників КОНМЕБОЛ і ОФК, відповідно збірних Аргентини і Австралії.

## Огляд
Матчі плей-оф відбулися 31 жовтня і 17 листопада 1993 року відповідно в Сіднеї і Буенос-Айресі. Фаворитом протистояння вважалася команда Аргентини, яка на чотирьох попередніх світових першостях тричі виходила до фіналів. Натомість, Австралія сподівалася пробитися до фінальної частини мундіалю вперше з 1974 року.
Перша гра, що проходила в Австралії, встановила рекорд відвідуваності місцевого Сіднейського футбольного стадіону, який прийняв 43 967 глядачів. За підтримки своїх уболівальників австралійці нав'язали боротьбу південномериканцям і, навіть пропустивши першими, швидко відновили рівновагу в рахунку. Нічия 1:1 збереглася до фінального свистка гри.
Долю путівки до фінальної частини чемпіонату світу вирішив єдиний гол, забитий у грі-відповіді на аргентинському Естадіо Монументаль у ворота Австралії. Відповідно переможцем плей-оф стала команда Аргентини.

## Шлях до плей-оф
| Команда   | І | В | Н | П | Г+ | Г- | РГ | О  |
| --------- | - | - | - | - | -- | -- | -- | -- |
| Колумбія  | 6 | 4 | 2 | 0 | 13 | 2  | 11 | 10 |
| Аргентина | 6 | 3 | 1 | 2 | 7  | 9  | −2 | 7  |
| Парагвай  | 6 | 1 | 4 | 1 | 6  | 7  | −1 | 6  |
| Перу      | 6 | 0 | 1 | 5 | 4  | 12 | −8 | 1  |

| Команда            | І | В | Н | П | Г+ | Г- | РГ | О |
| ------------------ | - | - | - | - | -- | -- | -- | - |
| Австралія          | 4 | 4 | 0 | 0 | 13 | 2  | 11 | 8 |
| Таїті              | 4 | 1 | 1 | 2 | 5  | 8  | −3 | 3 |
| Соломонові Острови | 4 | 0 | 1 | 3 | 5  | 13 | −8 | 1 |

## Деталі матчів

### Перша гра
| 31 жовтня 1993 17:30 UTC+11 Перша гра |

| Австралія  | 1–1 | Аргентина  |
| ---------- | --- | ---------- |
| Відмар 42' |     | 37' Бальбо |

| Футбольний стадіон Глядачів: 43,697 Арбітр: Шандор Пуль (Угорщина) |

| Австралія | Аргентина |

| ВР               | 1  | Марк Боснич       |    |     |    |
| ЗХ               | 19 | Тоні Відмар       |    | 72' |    |
| ЗХ               | 13 | Мехмет Дуракович  |    |     |    |
| ЗХ               | 12 | Милан Іванович    |    |     |    |
| ЗХ               | 5  | Алекс Тобін       |    |     |    |
| ПЗ               | 4  | Нед Зелич         |    |     |    |
| ПЗ               | 8  | Ауреліо Відмар    |    |     |    |
| ПЗ               | 6  | Пол Вейд (к)      |    |     |    |
| ПЗ               | 11 | Роббі Слейтер     | ЖК |     |    |
| ПЗ               | 10 | Джейсон Ван Блерк |    |     |    |
| НП               | 9  | Грем Арнольд      |    |     |    |
| Заміни:          |    |                   |    |     |    |
| НП               | 7  | Дейв Мітчелл      |    | 72' | ЖК |
| Головний тренер: |    |                   |    |     |    |
| Едді Томсон      |    |                   |    |     |    |

| ВР               | 1  | Серхіо Гойкочеа    |    |     |
| ЗХ               | 2  | Хорхе Бореллі      |    |     |
| ЗХ               | 6  | Серхіо Васкес      |    |     |
| ЗХ               | 14 | Хосе Шамот         |    |     |
| ЗХ               | 3  | Карлос Макаллістер | ЖК |     |
| ПЗ               | 15 | Уго Перес          | ЖК |     |
| ПЗ               | 5  | Фернандо Редондо   |    |     |
| ПЗ               | 8  | Хосе Басуальдо     |    | 70' |
| ПЗ               | 10 | Дієго Марадона (к) | ЖК |     |
| НП               | 18 | Абель Бальбо       |    | 89' |
| НП               | 9  | Габрієль Батістута |    |     |
| Заміни:          |    |                    |    |     |
| ПЗ               | 17 | Густаво Сапата     |    | 70' |
| ЗХ               | 13 | Фернандо Касерес   |    | 89' |
| Головний тренер: |    |                    |    |     |
| Альфіо Басіле    |    |                    |    |     |

### Друга гра
| 17 листопада 1993 21:15 UTC−3 Друга гра |

| Аргентина      | 1–0      | Австралія |
| -------------- | -------- | --------- |
| Тобін 59' (аг) | Протокол |           |

| Монументаль Глядачів: 67,000 Арбітр: Петер Міккельсен (Данія) |

| Аргентина | Австралія |

| ВР               | 1  | Серхіо Гойкочеа    |    |     |
| ЗХ               | 14 | Хосе Шамот         |    |     |
| ЗХ               | 2  | Серхіо Васкес      | ЖК |     |
| ЗХ               | 6  | Оскар Руджері      | ЖК |     |
| ЗХ               | 3  | Карлос Макаллістер |    |     |
| ПЗ               | 5  | Фернандо Редондо   |    |     |
| ПЗ               | 15 | Уго Перес          |    |     |
| ПЗ               | 8  | Дієго Сімеоне      | ЖК |     |
| ПЗ               | 10 | Дієго Марадона (к) |    |     |
| НП               | 18 | Абель Бальбо       |    | 70' |
| НП               | 9  | Габрієль Батістута |    |     |
| Заміни:          |    |                    |    |     |
| ПЗ               | 20 | Густаво Сапата     |    | 70' |
| Головний тренер: |    |                    |    |     |
| Альфіо Басіле    |    |                    |    |     |

| ВР               | 20 | Роберт Забиця     |    |     |
| ЗХ               | 12 | Милан Іванович    | ЖК |     |
| ЗХ               | 5  | Алекс Тобін       |    |     |
| ЗХ               | 19 | Тоні Відмар       |    | 64' |
| ЗХ               | 13 | Мехмет Дуракович  | ЖК |     |
| ПЗ               | 11 | Роббі Слейтер     |    |     |
| ПЗ               | 10 | Джейсон Ван Блерк |    |     |
| ПЗ               | 6  | Пол Вейд (к)      |    |     |
| ПЗ               | 8  | Ауреліо Відмар    | ЖК |     |
| НП               | 7  | Грем Арнольд      |    |     |
| НП               | 9  | Френк Фаріна      |    |     |
| Заміни:          |    |                   |    |     |
| НП               | 17 | Карл Верт         |    | 64' |
| Головний тренер: |    |                   |    |     |
| Едді Томсон      |    |                   |    |     |

1. ↑  За іншими джерелами автором гола був Габрієль Батістута